# Kolo Touré
Kolo Abib Touré, född 19 mars 1981 i Bouaké, är en ivoriansk före detta fotbollsspelare och sedermera tränare. Han är för närvarande huvudtränare för Wigan Athletic. 
Kolo Touré spelade vanligtvis som mittback, men han kunde även spela på andra ställen i försvaret. Han var en av de viktigaste spelarna när han tog Elfenbenskusten till final i Afrikanska mästerskapen 2006, som de sedan förlorade på straffar. Han är även äldre bror till Yaya Touré och Ibrahim Touré, avliden 2014.
Den 28 juli 2009 accepterade Arsenal ett bud på 16 miljoner pund från Manchester City. Den 3 mars 2011 offentliggjorde Manchester City att klubben stängt av Touré tills vidare sedan han lämnat ett positivt drogtest utfört av WADA. I maj 2011 blev Touré avstängd i sex månader på grund av drogtestet, gällande perioden 2 mars 2011 till 2 september 2011.
Den 1 juli 2013 skrev Kolo Touré på för Liverpool FC efter att hans kontrakt hos Manchester City löpt ut.
Den 24 juli 2016 skrev Kolo Touré på för Celtic.